# SMPTE 424M
SMPTE 424M ist ein von SMPTE veröffentlichter Standard, der die Standards SMPTE 259M, SMPTE 344M und SMPTE 292M erweitert. Dabei werden Bitraten von 2,970 Gbit/s und 2,970/1,001 Gbit/s über ein Single-Link-Koaxialkabel ermöglicht. Diese Bitraten sind ausreichend für 1080p-Video mit 50 oder 60 Vollbildern pro Sekunde. Der ursprüngliche 424M-Standard wurde 2006 veröffentlicht, eine Überarbeitung wurde 2012 veröffentlicht (SMPTE ST 424:2012).
Innerhalb dieses Standards gibt es drei Formate, die als Level A, Level B Dual Link (B-DL) und Level B Dual Stream (B-DS) bekannt sind.
Das Level-A-Format ist die direkte Abbildung von unkomprimiertem 1080p-Video (bis zu 60 fps) auf eine serielle digitale Schnittstelle mit nominal 3 Gbit/s, das heißt, ein Videosignal, ein Videostream, in einem Kabel.
Das Format Level B-DL ist das Mapping von Dual-Link-HD-SDI/SMPTE 372M (d. h.: 1080p bis zu 60 fps) in einer einzigen seriellen digitalen Schnittstelle bei nominell 3 Gbit/s. Das heißt, ein Videosignal, zwei Streams, in einem Kabel.
Das Format Level B-DS ist das Dual-Stream-Carriage von zwei unabhängigen HD-SDI/SMPTE 292M-Signalen (720p bis zu 60 fps oder 1080i/1080p bis zu 30 fps) in einer einzigen seriellen digitalen Schnittstelle bei nominell 3 Gbit/s. Das heißt, zwei Videosignale, zwei Videostreams, in einem Kabel.
Dieser Standard ist Teil einer Familie von Standards, die eine serielle digitale Schnittstelle definieren; er ist allgemein als 3G-SDI bekannt.